# Concierto para viola (Walton)
El Concierto para viola es una obra musical de William Walton escrita en 1929 y presentada por primera vez en el Queen's Hall de Londres el 3 de octubre de ese año por Paul Hindemith como solista y el compositor dirigiendo. Había sido escrito pensando en el violista Lionel Tertis, quien retomó la pieza después de rechazarla inicialmente. El concierto estableció a Walton como una figura sustancial en la música británica y ha sido grabado por destacados violistas a nivel internacional. Walton revisó la instrumentación del concierto en 1961, aligerando las texturas orquestales.

## Antecedentes y primeras interpretaciones
En 1929, William Walton era considerado un compositor de vanguardia, más conocido por Façade (1923), que había sido un succès de scandale en su estreno. Su obertura de concierto exuberante y armónicamente vanguardista Portsmouth Point (1926) mantuvo su reputación de enfant terrible. Hacia finales de 1928, el director Sir Thomas Beecham sugirió que Walton escribiera un concierto para el violista Lionel Tertis, para quien compositores como Vaughan Williams y Bax habían escrito obras importantes. Después de una discusión preliminar, Walton estuvo de acuerdo. Escribió el concierto mientras pasaba el invierno en Amalfi, Italia, con sus amigos y patrocinadores los Sitwell. Escribió en diciembre de 1928 que estaba trabajando duro en la pieza y en febrero de 1929 que había terminado el segundo movimiento. Dijo que consideraba el concierto potencialmente su mejor obra hasta la fecha, aunque si esta evaluación sería cierta dependería de cómo resultara el tercer movimiento.
A su regreso a Inglaterra en la primavera de 1929, Walton envió el concierto completo a Tertis, quien inmediatamente lo rechazó debido a su modernidad. Más tarde, Tertis se dio cuenta de su error y escribió en su autobiografía:
Con vergüenza y arrepentimiento admito que cuando el compositor me ofreció la primera interpretación, la rechacé. ... No había aprendido a apreciar el estilo de Walton. Las innovaciones en su lenguaje musical, que ahora parecen tan lógicas y tan verdaderamente en la corriente principal de la música, me parecieron inverosímiles. Me tomó tiempo darme cuenta de la torre de fuerza en la literatura de la viola que es este concierto.
Walton estaba tan decepcionado por la negativa de Tertis que consideró modificar el concierto para violín y orquesta. No está claro de dónde vino la sugerencia de que debería invitar al compositor y violista alemán Paul Hindemith a estrenar la obra. En 1974, Tertis escribió en sus memorias que le había recomendado Hindemith a Walton, pero Walton había recordado en 1962 que la idea vino de Edward Clark, del departamento de música de la BBC. Clark envió el manuscrito a Hindemith, quien accedió a realizar la primera interpretación.
La primera interpretación del concierto fue en the Proms del Queen's Hall, Londres, el 3 de octubre de 1929; Hindemith era el solista y el compositor dirigía la Orquesta Sinfónica de Henry Wood } Hindemith no poseía una técnica impecable, pero tocaba con carácter fuerte, tono pleno y gran emoción. El compositor escribió más tarde que "la técnica de Hindemith era maravillosa, pero que él era tosco, sin tonterías al respecto. Simplemente se puso de pie y tocó." Tertis, que asistió al estreno, se dio cuenta de que había cometido un error al rechazar el concierto y pronto lo retomó. Cuando fue seleccionado para tocar en el festival de la Sociedad Internacional de Música Contemporánea en Lieja, en septiembre de 1930, Tertis fue el solista, con Walton como director. Durante los siguientes tres años, Tertis dio cinco interpretaciones más del concierto.

### Revisión de 1961
Walton solía revisar sus obras después de sus primeras interpretaciones, y en 1961 adelgazó la orquestación del Concierto para viola, reduciendo el la sección de vientos de madera de triple a doble, omitiendo una trompeta y la tuba, y agregando un arpa. La versión revisada se presentó por primera vez en el Royal Festival Hall, Londres, el 18 de enero de 1962, con John Coulling como solista y la Orquesta Filarmónica de Londres dirigida por Sir Malcolm Sargent. Existe cierta incertidumbre sobre la parte solista en esta versión. El violista Frederick Riddle, con quien Walton interpretó el trabajo muchas veces, hizo algunos ajustes en la línea del solo. Entendió que Walton aprobó sus cambios y pretendía incorporarlos en la partitura de la revisión; pero cuando se publicó, en 1962, la línea original se mantuvo intacta. En un estudio de 2006 del concierto, James F. Dunham atribuye la omisión de las revisiones de Riddle a un error de los editores. Una biografía de Walton de 2001 informa sobre la preferencia específica del compositor por su versión original, sin las alteraciones de Riddle.

## Análisis
El concierto lleva la dedicatoria "To Christabel" (Christabel Mary Melville Macnaghte, con quien Walton tenía una amistad romántica aunque platónica). La partitura original es para flautín, dos flautas, dos oboes, corno inglés, dos clarinetes, clarinete bajo, dos fagotes, contrafagot, cuatro cornos, tres trompetas, tres trombones, tuba, timbales y cuerdas. La revisión de 1961 (publicada en 1962) estipula tres flautas (una flautín que dobla), oboe, corno inglés, dos clarinetes (segundo clarinete bajo que dobla), dos fagotes, cuatro cuernos, dos trompetas, tres trombones, timbales, arpa y cuerdas. El tiempo de ejecución del concierto es de unos 25 minutos.
En su estudio de Walton, Michel Kennedy comenta que en su diseño el Concierto para viola se asemeja al Concierto para violonchelo de Elgar, al comenzar con un movimiento lento ("o en todo caso rumiativo") seguido de un scherzo rápido, y concentrando la mayor parte del peso en el final, "que termina en un estado de patetismo recordando el tema principal del primer movimiento". Las influencias sugeridas por otros escritores son Prokófiev en su Primer Concierto para violín (1923), y Hindemith en su <i id="mweg">Kammermusik No. 5</i> (1927).

### 1. Andante comodo
El primer movimiento, marcado andante comodo, es en lo que Howes describe como una forma de sonata regular pero condensada. Tras una introducción de tres compases en la que cuerdas mudas y clarinete bajo establecen la tonalidad de la menor, entra la viola con un tema en 4
4, en el registro medio del instrumento. El tema se traslada al oboe, acompañado de la viola; luego la viola repite el tema en el registro alto. El ritmo se acelera y una serie de acordes de la viola conduce al segundo sujeto, un tema tranquilo, con moto, mayoritariamente en mi bemol menor para la viola en su registro más bajo. Los temas se desarrollan a diferentes dinámicas y velocidades, con la viola solista y la orquesta que se entregan los temas de un lado a otro. No hay cadencia formal. Después de un vigoroso tutti, el movimiento termina tranquilamente con el tema melancólico con el que comenzó.

### 2. Scherzo y trío
El segundo movimiento, inusualmente para un concierto, es un scherzo y un trío. La primera parte, en mi menor, vivo con moto preciso, es como una tarantela, en un tiempo básico de 2
4 pero con muchos cambios de métrica. La orquesta comienza presto capriccioso alla Napolitana. El solo de viola tiene su propio motivo, la tríada aumentada. Un segundo sujeto en compás de 3
4, molto rubato, una variedad de vals, es interpretado por la viola en gran parte en intervalos de sextas. El tema de apertura se reanuda, antes de que el movimiento se ralentice para la sección del trío, marcado "canzonetta". Su tema principal en do mayor, en 2
2, con ecos de Portsmouth Point, se le escucha al corno. Vuelve el scherzo, muy variado, dando lugar a un tutti culminante dominado por los cornos.

### 3. Finale - allegro moderato
En palabras del musicólogo Christopher Palmer, "Here Walton pulls out all the stops" ("Aquí Walton quitó todos los frenos"). Es el más largo de los tres movimientos y, como dice Frank Howes en su estudio sobre la música de Walton, recoge las emociones volubles de los dos primeros movimientos y revela su serio propósito. El primer tema es animado, alargando los cuartos ascendentes que se escuchan en el scherzo a quintos ascendentes. Se introduce con el fagot, seguido de la viola sobre una línea de bajo en pizzicato, y se continúa con los vientos en líneas contrapunteadas. El segundo sujeto, derivado del primer movimiento, es en menor. La sección de desarrollo se centra principalmente en el primer tema, dividiéndolo gradualmente en fragmentos que acompañan a un largo tema cantabile para la viola y luego en los vientos madera. En la recapitulación se escucha el primer tema con toda la orquesta, y el segundo con los vientos madera y la trompa, con un contratema de la viola. Un pasaje de desarrollo conduce a la coda que lleva los temas anteriores a un tratamiento fugal característico en Walton, lo que lleva a la síntesis culminante de los temas. El solo de viola vuelve a entrar con el tema de apertura lírico del primer movimiento. Aparecen ecos de temas del primer movimiento, con ambigüedad tonal entre mayor y menor. Un tema similar a una marcha conduce a una floritura de cierre.

## Recepción crítica
La obra fue recibida con entusiasmo. Llevó a Walton a la vanguardia de la música clásica británica. En The Manchester Guardian, Eric Blom escribió: "Este joven compositor es un genio nato" y dijo que era tentador decir que el concierto era lo mejor de la música reciente de cualquier nacionalidad. El erudito musical Sir Donald Tovey escribió:
Hay tan pocos conciertos para viola que (incluso si conociera otros) sería un mal cumplido decir que este fue el mejor. Cualquier concierto para viola debe ser un tour de force; pero me parece que éste es uno de los conciertos modernos más importantes para cualquier instrumento, y no veo límites a lo que se puede esperar del poeta tonal que podría crearlo.
En 1931, el adolescente Benjamin Britten, más tarde amigo pero no un admirador acrítico de Walton, escribió en su diario sobre "el maravilloso Concierto para viola de Walton (bellamente interpretado por Tertis)... una obra de genio". Una voz disidente fue la de Sir Edward Elgar, quien escuchó el concierto en el Festival de los Tres Coros en 1932, la única vez que los dos compositores se conocieron. A Elgar no le gustó la obra y se dice que expresó su consternación en privado de que "esa música debería considerarse adecuada para un instrumento de cuerda".

## Ballet
En 1972, el coreógrafo Joe Layton utilizó el concierto para musicalizar un ballet sobre Oscar Wilde, OW, realizado por el Royal Ballet en el Sadler's Wells Theatre de Londres. El prólogo del ballet se bailó con música de The Quest de Walton, y para la sección principal se utilizó el Concierto para viola. En el estreno, Frederick Riddle fue el solista de viola.

## Grabaciones
| Solista                       | Orquesta                                  | Director              | Año  | Duración |
| ----------------------------- | ----------------------------------------- | --------------------- | ---- | -------- |
| Frederick Riddle              | Orquesta de Sinfónica del Londres         | William Walton        | 1937 | 22'52"   |
| William Prímula               | Orquesta Philharmonia                     | William Walton        | 1946 | 22'44"   |
| Yehudi Menuhin                | Nueva Orquesta Philharmonia               | William Walton        | 1968 | 25'44"   |
| Nigel Kennedy                 | Royal Philharmonic Orchestra              | André Previn          | 1987 | 25'51"   |
| Nobuko Imai                   | Orquesta Filarmónica de Londres           | Jan Latham-Koenig     | 1992 | 26'21"   |
| Yuri Bashmet                  | Orquesta Sinfónica de Londres             | André Previn          | 1994 | 25'46"   |
| Lars Anders Tomter            | English Northern Philharmoni              | Paul Daniel           | 1995 | 25'58"   |
| Paul Neubauer                 | Orquesta Sinfónica de Bournemouth         | Andrew Litton         | 1996 | 24'16"   |
| Maxim Vengerov                | Orquesta Sinfónica de Londres             | Mstislav Rostropovich | 2002 | 30'28"   |
| Lawrence Power                | BBC Scottish Symphony Orchestra           | Ilan Volkov           | 2007 | 24'51"   |
| Karen Dreyfus                 | Orquesta Filarmónica Nacional de Varsovia | Jerzy Swoboda         | 2009 | 25'48"   |
| Hong-Mei Xiao                 | Orquesta de Sinfonía de la Budapest       | János Kovács          | 2017 | 26'06"   |
| Eivind Holtsmark Ringstad     | Orquesta Filarmónica de Oslo              | Joshua Weilerstein    | 2017 | 27'24"   |
| James Ehnes                   | Orquesta Sinfónica de la BBC              | Edward Gardner        | 2018 | 23'22"   |
| Carpintero de Aaron del David | Orquesta Filarmónica de Londres           | Vladimir Jurowski     | 2018 | 25'08"   |
| Adrien la Marca               | Liège Philharmonic Orquesta               | Christian Arming      | 2020 | 26:24    |

Las versiones de Riddle, Primrose y Power utilizan la orquestación original.
Fuente: Biblioteca de música de Naxos.